# ماهیچه قلب
ماهیچه قلبی یا ماهیچه کاردیاک یا میوکاردیوم (به انگلیسی: Cardiac muscle) یکی از سه نوع ماهیچه مهره‌داران است که دوتای دیگر، ماهیچه اسکلتی و ماهیچه صاف می‌باشند. این ماهیچه، غیرارادی و مخطط است که بافت اصلی دیواره‌های قلبی را تشکیل می‌دهد. میوکاردیوم، تشکیل لایه میانی بین لایه بیرونی دیواره قلبی (اپیکاردیوم) و لایه داخلی (اندوکاردیوم) می‌دهد، همچنین خون از طریق گردش کرونری میوکاردیوم را تغذیه می‌کند. این نوع ماهیچه شامل سلول‌های منفرد ماهیچه قلب (کاردیومیوسیت‌ها) هستند که از طریق صفحات بینابینی به هم متصل شده و در فیبرهای کلاژن و دیگر مواد سازنده ماتریکس برون‌سلولی، دربرگرفته شده‌اند.
کشش‌های ماهیچه قلبی به طریق مشابه با ماهیچه اسکلتی صورت می‌پذیرد، گرچه که بین این دو تفاوت‌های مهمی برقرار است. تحریک الکتریکی به شکل پتانسیل عمل، باعث آزادسازی کلسیم از منبع کلسیم داخل سلولی (از شبکه سارکوپلاسمی) می‌گردد. افزایش کلسیم موجب سر خوردن رشته‌های ماهیچه‌ای (میوفیلامنت‌ها) در کنار یکدیگر، در فرایندی به نام تزویج تحریکی-انقباضی می‌گردد.
بیماری‌های ماهیچه قلب از اهمیت زیادی برخوردار اند. این بیماری‌ها شامل شرایطی می‌شوند که معلول محدودیت خون رسانی به ماهیچه‌هاست، از جمله آنزین پکتوریس، سکته قلبی و دیگر بیماری‌های ماهیچه قلبی که به آن‌ها کاردیومیوپاتی می‌گویند.

## منشأ انقباضات ماهیچهٔ قلب
ریتم طبیعی قلب از گره سینوسی یا گره پیشاهنگ (S.A.N)در دهلیز آغاز شده و پس از انتقال به گره دهلیزی-بطنی (A.V.N) در بطن‌ها منتشر می‌شود. در نتیجه این نحو هدایت تحریک الکتریکی، ابتدا سلول‌های عضلانی دهلیز و با فاصله کمی بطن‌ها منقبض می‌شوند و همچنین ابتدا میوکارد دهلیزها شل شده و سپس بطن‌ها شل می‌شوند.
تعداد ضربان قلب در حالت عادی بین ۶۰ تا ۱۰۰ ضربان در دقیقه‌است که بر اساس ریتم گره سینوسی تنظیم می‌شود. در مواقع فعالیت با تحریک سیستم سمپاتیک و آزاد شدن نوراپی‌نفرین ضربان قلب تندتر می‌شود.

## خونرسانی
سرخ‌رگ‌های کرونری از آئورت بیرون می‌آیند این سرخرگ‌ها باعث خونرسانی به قسمت بیشتر عضله بطن چپ می‌شوند. بطن چپ دارای عضلات بیشتری نسبت به بطن راست می‌باشد زیرا وظیفه آن، تلمبه کردن خون به تمام قسمت‌های بدن است. شریان‌های کرونری راست، معمولاً کوچک‌تر بوده و قسمت زیرین قلب و بطن راست را خونرسانی می‌کند. وظیفه بطن راست تلمبه کردن خون به ریه‌ها می‌باشد. شریان‌های کرونری دارای ساختمانی مشابه تمام شریان‌های بدن هستند اما فقط در یک چیز با آن‌ها تفاوت دارند که فقط در زمان بین ضربان‌های قلب که قلب در حالت استراحت (ریلکس) قرار دارد، خون در این شریان‌ها جریان می‌یابد.
وقتی عضله قلب منقبض می‌شود، فشار آن به قدری زیاد می‌شود که اجازه عبور خون به عضله قلب را نمی‌دهد، به همین دلیل قلب دارای شبکه یِ مؤثری از رگ‌های باریک خونی است که تمام نیازهای غذایی و اکسیژن‌رسانی آن را به خوبی برآورده می‌کند. در بیماران سرخرگ‌های کرونری، سرخرگ‌های کرونری (سرخرگ‌های تاجی) تنگ و باریک می‌شوند و و عضلات قلب از رسیدن خون و اکسیژن به اندازه کافی محروم می‌گردند. در حالت استراحت، ممکن است مشکلی برای فرد ایجاد نشود، ولی هنگامی‌که قلب ناچار باشد کار بیشتری انجام دهد و برای نمونه شخص بخواهد چند پله را بالا برود، سرخرگ‌های تاجی نمی‌توانند بر پایه نیاز اکسیژن این عضلات، به آن‌ها خون و اکسیژن برسانند و لذا شخص در هنگام بالا رفتن از پله‌ها دچار درد سینه (آنژین) می‌گردد. در چنین مواقعی اگر فرد کمی استراحت کند، درد از بین می‌رود. اگر یک سرخرگ تاجی به دلیل مسدود شدن آن با یک لخته خون، به‌طور کامل مسدود شود، قسمتی از عضله قلب که دیگر خون به آن نمی‌رسد، خواهد مرد (سکته قلبی).

## ساختار

### درشت آناتومی
بافت ماهیچه قلب یا میوکارد اکثر ساختار قلب را تشکیل می دهد. دیواره قلب از سه لایه تشکیل شده است: یک لایه ضخیم از میوکارد که بین اندوکارد داخلی و اپی کارد بیرونی قرار گرفته است. اندوکارد داخلی حفره‌های قلب را می‌پوشاند، دریچه‌های قلب را می‌پوشاند و با اندوتلیومی که رگ‌های خونی متصل به قلب را می‌پوشاند ملاقات می‌کند. قسمت بیرونی میوکارد اپی کاردیوم است که بخشی از کیسه پریکارد را تشکیل می دهد که قلب را احاطه کرده، محافظت می کند و آن را روان می کند.
در داخل میوکارد، لایه‌هایی از سلول‌های عضلانی قلب یا کاردیومیوسیت‌ها وجود دارد که به دور بطن چپ می‌پیچند. این لایه‌ها در زوایای مختلف قرار گرفته‌اند و امکان انقباض هماهنگ و فشردن خون کارآمد را در طول هر ضربان قلب فراهم می‌کنند. همانطور که صفحات منقبض می شوند، بطن در یک جهت کوتاه می شود، در جهت دیگر باریک می شود و می پیچد و خون را از قلب به حداکثر می رساند.
انقباض عضله قلب نیاز به جریان مداوم خون برای تامین اکسیژن و مواد مغذی دارد که توسط شریان های کرونر که خون را از ریشه آئورت به میوکارد می آورند تسهیل می شود. سپس وریدهای کرونر خون را به دهلیز راست تخلیه می کنند.

### میکروآناتومی
سلول های عضله قلب یا کاردیومیوسیت ها واحدهای انقباضی عضله قلب هستند. آنها توسط یک ماتریکس خارج سلولی که با حمایت از سلول های فیبروبلاست تولید می شود احاطه شده اند. کاردیومیوسیت های اصلاح شده تخصصی به نام سلول های ضربان ساز مسئول تنظیم ریتم انقباضات قلب هستند. این سلول‌های ضربان‌ساز بدون سارکومر ضعیف انقباض هستند و از طریق اتصالات شکاف به سلول‌های انقباضی همسایه متصل می‌شوند. ضربان ساز اولیه، گره سینوسی دهلیزی، بر روی دیواره دهلیز راست در نزدیکی ورودی ورید اجوف فوقانی قرار دارد، در حالی که ضربان سازهای ثانویه در گره دهلیزی بطنی یافت می شوند.
سلول های ضربان ساز که در سراسر قلب قرار دارند، نقش مهمی در تنظیم ضربان قلب دارند. این سلول ها مسئول تولید و انتقال تکانه های الکتریکی و همچنین دریافت و پاسخ به سیگنال های مغز هستند. اندازه و رسانایی سلول‌های ضربان ساز در نواحی مختلف قلب متفاوت است، سلول‌های گره سینوسی دهلیزی و دهلیزی کوچک‌تر هستند و با سرعت کمتری هدایت می‌شوند، در حالی که سلول‌های تخصصی در بسته فیبرهای هیس و پورکنژ از نظر قطر و هدایت بزرگ‌تر هستند. با سرعت بیشتری سیگنال می دهد.
فیبرهای پورکنژ انتقال سریع سیگنال های الکتریکی در قلب را تسهیل می کنند، در حالی که شریان های کرونر و شبکه مویرگی مواد مغذی را تامین می کنند و مواد زائد را از سلول های عضلانی حذف می کنند. سلول‌های عضله قلب که به عنوان کاردیومیوسیت شناخته می‌شوند، انقباضات خود را برای پمپاژ مؤثر خون از قلب هماهنگ می‌کنند و هرگونه اختلال در این هماهنگی می‌تواند منجر به پمپاژ مؤثر قلب نشود، مانند ریتم‌های غیرطبیعی قلب مانند فیبریلاسیون بطنی.
سلول‌های عضلانی قلب با شکل مستطیلی خود مشخص می‌شوند که اندازه آن‌ها بین 100-150μm در 30-40μm است، همانطور که از طریق میکروسکوپ مشاهده می‌شود. این سلول‌ها توسط دیسک‌های درهم به هم متصل شده‌اند و فیبرهای بلندی را تشکیل می‌دهند و حاوی میوفیبریل‌هایی هستند که از پروتئین‌های اکتین و میوزین تشکیل شده‌اند که از کنار هم می‌لغزند. میوفیبریل‌ها به سارکومرها، واحدهای انقباضی بنیادی سلول‌های عضلانی، سازمان‌دهی می‌شوند که به سلول‌های ماهیچه‌های قلبی هنگام مشاهده از طریق میکروسکوپ، ظاهری راه راه یا مخطط می‌دهند.
کاردیومیوسیت ها، سلول های عضلانی قلب، دارای لوله های T، ساختارهای غشایی هستند که انقباض عضلانی را افزایش می دهند. این سلول ها به طور معمول دارای یک هسته هستند، اگرچه برخی ممکن است بر خلاف سلول های ماهیچه اسکلتی که دارای هسته های متعدد هستند، دارای دو هسته مرکزی باشند. علاوه بر این، کاردیومیوسیت ها حاوی میتوکندری های زیادی هستند که انرژی را به شکل ATP تامین می کنند و آنها را در برابر خستگی مقاوم می کند.

### T-tubules
T-tubules ساختارهای لوله‌ای میکروسکوپی هستند که از سطح سلول به عمق داخلی سلول می‌روند. آنها به غشای سلولی متصل هستند و از همان دو لایه فسفولیپیدی مانند غشای سلولی تشکیل شده اند. لوله های T در عضله قلب بزرگتر و بیشتر از لوله های عضله اسکلتی هستند و در مرکز سلول به هم می پیوندند و یک شبکه عرضی محوری تشکیل می دهند. در داخل سلول، لوله های T در نزدیکی ذخیره کلسیم داخلی سلول قرار دارند که به شبکه سارکوپلاسمی معروف است، جایی که با بخشی از شبکه به نام سیسترنا انتهایی، که به عنوان دیاد شناخته می شود، جفت می شوند.
T-tubules نقش مهمی در انتقال تکانه های الکتریکی، که به عنوان پتانسیل عمل شناخته می شوند، از سطح سلول به هسته سلول ایفا می کنند. آنها همچنین از طریق فرآیندی به نام جفت شدن تحریک-انقباض به تنظیم غلظت کلسیم در سلول کمک می کنند. علاوه بر این، لوله‌های T در بازخورد مکانیکی-الکتریکی دخیل هستند، همانطور که توسط تبادل محتوای T-لوله‌ای ناشی از انقباض سلولی مشهود است، که از طریق مشاهدات توموگرافی الکترونی کانفوکال و سه بعدی تأیید شد.

### دیسک های درونی
سینسیتیوم قلبی شبکه ای از قلب است که توسط دیسک های درونی متصل شده اند، که انتقال سریع سیگنال الکتریکی را در سراسر شبکه تسهیل می کند و انقباض هماهنگ میوکارد را ممکن می سازد. سنسیتیوم دهلیزی و بطنی وجود دارد که هر کدام توسط فیبرهای اتصال قلبی به هم متصل می شوند. مقاومت الکتریکی کم در دیسک‌های درون‌پیچ‌شده امکان حرکت آسان یون را فراهم می‌کند و به پتانسیل‌های عمل اجازه می‌دهد به سرعت از سلولی به سلول دیگر حرکت کنند. علاوه بر این، هر سینسیتیوم به "قانون همه یا هیچ" پایبند است، به این معنی که یا تمام سلول‌های درون سینسیتیوم منقبض می‌شوند یا هیچ کدام این کار را نمی‌کنند.
دیسک های بینابینی ساختارهای چسبنده تخصصی هستند که در عضله قلب یافت می شوند و کاردیومیوسیت های منفرد را به یک سینسیتیوم الکتروشیمیایی بزرگتر متصل می کنند. این ساختارها برای انتقال نیرو در طول انقباض عضلانی ضروری هستند و از سه نوع متمایز اتصال سلول به سلول تشکیل شده‌اند: پیوندهای چسبنده فاسیا لنگر رشته‌ای اکتین، دسموزوم‌های لنگر رشته میانی، و اتصالات شکاف. این اتصالات با هم کار می کنند تا گسترش پتانسیل های عمل بین سلول های قلبی را تسهیل کنند که منجر به دپلاریزاسیون عضله قلب می شود. سه نوع اتصال یک ساختار منفرد و ترکیبی را تشکیل می دهند.
در زیر میکروسکوپ نوری، دیسک‌های درهم به‌صورت خطوط تیره رنگی دیده می‌شوند که سلول‌های ماهیچه‌ای قلب مجاور را جدا می‌کنند و عمود بر رشته‌های عضلانی می‌روند. میکروسکوپ الکترونی مسیر پیچیده‌تری را برای دیسک‌های میان‌پیچیده نشان می‌دهد، که هر دو قسمت طولی و عرضی در بخش طولی قابل مشاهده است. در بزرگنمایی کم، دیسک درهم به صورت یک ساختار پیچیده الکترونی بر روی خط Z مبهم ظاهر می شود، در حالی که در بزرگنمایی زیاد، مسیر دیسک درهم پیچیده تر می شود.

### فیبروبلاست ها
فیبروبلاست های قلبی که در عضله قلب یافت می شوند، نقش مهمی در حمایت از بافت قلب دارند. در حالی که آنها نمی توانند مانند کاردیومیوسیت ها منقبض شوند، اما مسئول حفظ ماتریکس خارج سلولی اطراف خود هستند. در صورت آسیب، مانند انفارکتوس میوکارد، فیبروبلاست‌ها می‌توانند فعال شده و به میوفیبروبلاست تبدیل شوند، که خواص فیبروبلاست‌ها و سلول‌های ماهیچه صاف را نشان می‌دهند. میوفیبروبلاست ها کلاژن ایجاد می کنند و منقبض می شوند تا ناحیه آسیب دیده را به هم نزدیک کنند و به روند ترمیم کمک کنند.
فیبروبلاست ها، اگرچه از نظر تعداد در مقایسه با کاردیومیوسیت ها کمتر هستند، اما می توانند از طریق جفت شدن الکتریکی با چندین کاردیومیوسیت تعامل داشته باشند و بر غشای سطحی سلول عضلانی تأثیر بگذارند. فیبروبلاست ها همچنین ممکن است عایق الکتریکی باشند و پتانسیل تبدیل شدن به انواع سلول های دیگر مانند کاردیومیوسیت ها و سلول های چربی را داشته باشند. این یافته ها در ابتدا در سال 1960 در شرایط آزمایشگاهی مشاهده شد و بعداً در بافت قلب بومی از طریق تکنیک های اپتوژنتیک تأیید شد.

### ماتریکس خارج سلولی
ماتریکس خارج سلولی (ECM) اطراف کاردیومیوسیت ها و فیبروبلاست ها از پروتئین هایی مانند کلاژن و الاستین و پلی ساکاریدها (زنجیره های قند) به نام گلیکوزآمینوگلیکان ها تشکیل شده است. این مواد برای سلول‌های ماهیچه‌ای حمایت و قدرت می‌دهند، به ماهیچه‌های قلب خاصیت ارتجاعی می‌دهند و با اتصال مولکول‌های آب، آب را حفظ می‌کنند. ECM در مجاورت سلول های ماهیچه ای به عنوان غشای پایه نامیده می شود که عمدتاً از کلاژن نوع IV و لامینین تشکیل شده است. کاردیومیوسیت ها از طریق گلیکوپروتئین های تخصصی به نام اینتگرین به غشای پایه متصل می شوند.

## توسعه
انسان ها با تعداد ثابتی از سلول های عضله قلب یا کاردیومیوسیت ها به دنیا می آیند که در طول رشد کودکی اندازه آنها افزایش می یابد. مطالعات نشان می‌دهد که تنها بخشی از این سلول‌ها در طول عمر فرد جایگزین می‌شوند و به طور متوسط کمتر از 50 درصد جایگزین می‌شوند. رشد تک تک کاردیومیوسیت ها در پاسخ به شرایط مختلف مانند ورزش، بیماری قلبی یا آسیب رخ می دهد. یک کاردیومیوسیت بالغ سالم شکل استوانه‌ای دارد و طول آن تقریباً 100 میکرومتر و قطر آن 10 تا 25 میکرومتر است. دو نوع هیپرتروفی وجود دارد که می تواند در کاردیومیوسیت ها رخ دهد: هیپرتروفی خارج از مرکز که منجر به اتساع بطن می شود و هیپرتروفی متحدالمرکز که منجر به ضخیم شدن دیواره قلب می شود.

## فیزیولوژی
فیزیولوژی عضله قلب از نظر عملکرد اصلی آن، یعنی انقباض، شباهت هایی با ماهیچه اسکلتی دارد. هر دو نوع عضله از طریق مکانیسم یکسانی انقباضات را آغاز می کنند، که به عنوان پتانسیل عمل شناخته می شود، که شامل جریان یون در سراسر غشای سلولی است. در عضله قلب، پتانسیل عمل با افزایش غلظت کلسیم در سیتوزول باعث انقباض می شود که منجر به انقباض عضلانی می شود.

### چرخه قلبی
چرخه قلبی به فرآیندی اطلاق می شود که در آن قلب انسان با یک ضربان قلب شروع می شود و تا ضربان بعدی ادامه می یابد. این چرخه از دو مرحله تشکیل شده است: دیاستول و سیستول. در دیاستول، عضله قلب شل می شود و دوباره با خون پر می شود، در حالی که در سیستول، قلب منقبض می شود و خون را به بدن پمپ می کند. پس از پمپاژ، قلب بلافاصله آرام می شود و منبسط می شود تا خون جدیدی را دریافت کند که از ریه ها و سایر سیستم ها باز می گردد، قبل از اینکه دوباره منقبض شود تا خون را به بدن پمپ کند. یک قلب که به درستی کار می کند باید به طور کامل منبسط شود تا بتواند به طور موثر خون را پمپاژ کند.
در مرحله استراحت ضربان قلب، یون های موجود در سلول های میوکارد به دلیل پتانسیل استراحت قطبی شده جدا می شوند. این خاصیت خودکار بودن یا دپلاریزاسیون خود به خودی به غشای سلولی میوکارد نسبت داده می شود که به یون های سدیم اجازه می دهد تا به آرامی وارد سلول شوند تا به آستانه دپلاریزاسیون برسند. هنگامی که یون های سدیم وارد سلول می شوند، یون های کلسیم به دنبال آن دپلاریزاسیون را بیشتر می کنند. به دنبال این، یون‌های پتاسیم به آرامی خارج می‌شوند تا دوباره قطبی شوند و در نتیجه یک دوره نسوز طولانی مدت ایجاد می‌شود.
مکانیسم افزایش غلظت کلسیم در سیتوزول بین عضلات اسکلتی و قلبی متفاوت است. در عضله قلب، جریان به سمت داخل یون‌های سدیم و کلسیم در طول پتانسیل عمل منجر به آزادسازی پایدار کلسیم از شبکه سارکوپلاسمی از طریق فرآیندی به نام آزادسازی کلسیم ناشی از کلسیم می‌شود. در مقابل، حداقل کلسیم در طول پتانسیل عمل به سلول‌های ماهیچه‌ای اسکلتی جریان می‌یابد و شبکه سارکوپلاسمی مستقیماً با غشای سطحی جفت می‌شود. این تفاوت‌ها در مدیریت کلسیم به ویژگی‌های انقباضی متمایز این نوع ماهیچه‌ها مربوط می‌شود، ماهیچه‌های قلبی برای انقباض به کلسیم خارج سلولی نیاز دارند، در حالی که رشته‌های عضلانی اسکلتی می‌توانند بدون آن منقبض شوند.
در طول انقباض سلول عضله قلب، رشته های پروتئینی بلند درون سلول از طریق نظریه رشته لغزنده روی یکدیگر می لغزند. دو نوع رشته وجود دارد، رشته های ضخیم متشکل از پروتئین میوزین و رشته های نازک متشکل از پروتئین های اکتین، تروپونین و تروپومیوزین. اتصال یون های کلسیم به پروتئین تروپونین باعث ایجاد مکانیسم چرخه پل متقاطع می شود که باعث می شود رشته های ضخیم از طریق میوزین به رشته های نازک متصل شوند و در نتیجه سلول کوتاه شود. هنگامی که غلظت کلسیم در سلول کاهش می یابد، تروپونین و تروپومیوزین محل های اتصال اکتین را می پوشانند و باعث شل شدن سلول می شوند.

### بازسازی
مطالعه‌ای که در سال 2009 منتشر شد، این باور را که قبلاً وجود داشت مبنی بر اینکه سلول‌های ماهیچه‌های قلب قابل بازسازی نیستند، به چالش کشید. محققان موسسه کارولینسکا در استکهلم دریافتند که نمونه‌های عضله قلب از افراد متولد قبل از سال 1955 که بسیاری از آنها به دلیل کمبود عضله قلب دچار ناتوانی‌های رشدی بودند، شواهدی از بازسازی سلولی را نشان داد. با استفاده از نمونه‌های DNA از تعداد زیادی قلب، این مطالعه تخمین زد که یک انسان 4 ساله تقریباً 20 درصد از سلول‌های عضلانی قلب را در سال تولید می‌کند و حدود 69 درصد از سلول‌های عضلانی قلبی یک فرد 50 ساله تولید می‌شود. بعد از تولد علاوه بر این، محققان دریافتند که بازسازی قلب می‌تواند از طریق تقسیم کاردیومیوسیت‌های از قبل موجود در طول فرآیند طبیعی پیری رخ دهد.
در اوایل دهه 2000، محققان کشف سلول‌های بنیادی قلبی درون‌زای بالغ را گزارش کردند، با چندین مطالعه ادعا شد که دودمان سلول‌های بنیادی مختلف، از جمله سلول‌های بنیادی مغز استخوان، می‌توانند به کاردیومیوسیت تمایز پیدا کنند و به طور بالقوه نارسایی قلبی را درمان کنند. با این حال، تلاش‌های بعدی برای تکرار این یافته‌ها ناموفق بود و چندین مورد از مطالعات اولیه به دلیل تقلب علمی پس گرفته شدند.

### تفاوت دهلیزها و بطن ها
بافت عضله قلب هر دو دهلیز و بطن قلب را تشکیل می دهد، با تفاوت های جزئی بین میوکارد در این اتاق ها. میوکارد در بطن ها ضخیم تر است تا انقباضات قوی را تسهیل کند، در حالی که در دهلیزها نازک تر است. علاوه بر این، تفاوت هایی در اندازه و ساختار میوسیت های منفرد بین اتاقک های قلبی وجود دارد، به طوری که کاردیومیوسیت های بطنی طولانی تر و گسترده تر هستند و شبکه T-tubule متراکم تری دارند. اگرچه مکانیسم‌های اساسی جابجایی کلسیم بین کاردیومیوسیت‌های بطنی و دهلیزی مشابه است، تفاوت‌هایی در اندازه و مدت زمان گذرای کلسیم وجود دارد که کوچک‌تر است و در میوسیت‌های دهلیزی سریع‌تر تحلیل می‌رود و منجر به افزایش ظرفیت بافر کلسیم می‌شود. علاوه بر این، تفاوت‌های مشخصی در مکمل کانال‌های یونی بین محفظه‌ها وجود دارد که منجر به طولانی‌تر شدن مدت زمان پتانسیل عمل و دوره‌های نسوز مؤثر در بطن‌ها و همچنین حضور جریان‌های یونی خاص که فقط در کاردیومیوسیت‌های دهلیزی یافت می‌شود که می تواند برای درمان فیبریلاسیون دهلیزی هدف قرار گیرد.

## اهمیت بالینی
کاردیومیوپاتی ها که بیماری هایی هستند که عضله قلب را تحت تاثیر قرار می دهند، علت اصلی مرگ و میر در کشورهای توسعه یافته است. شایع ترین بیماری بیماری عروق کرونر است که زمانی رخ می دهد که خون رسانی به قلب به دلیل تشکیل پلاک های آترواسکلروتیک در عروق کرونر کاهش می یابد. این می تواند باعث درد قفسه سینه در حین ورزش شود که با استراحت تسکین می یابد و اگر شریان کرونر به شدت باریک یا مسدود شود، می تواند منجر به انفارکتوس میوکارد یا حمله قلبی شود. کاردیومیوپاتی هیپرتروفیک، کاردیومیوپاتی متسع و کاردیومیوپاتی محدود کننده انواع خاصی از کاردیومیوپاتی هستند که می توانند ناهنجاری هایی در عضله قلب ایجاد کنند و برخی از این بیماری ها به دلیل جهش های ژنتیکی ایجاد می شوند و می توانند ارثی باشند.
آسیب عضله قلب می تواند با وجود خون رسانی طبیعی رخ دهد و منجر به شرایطی مانند میوکاردیت شود که در اثر عفونت ویروسی یا سیستم ایمنی بدن ایجاد می شود. سایر علل آسیب عضله قلب شامل مواد مخدر، الکل، فشار خون بالا و تپش غیر طبیعی مداوم قلب است. اگر آسیب به اندازه کافی شدید باشد، می تواند عملکرد پمپاژ قلب را کاهش دهد و منجر به نارسایی قلبی شود. آسیب قابل توجه به سلول های عضله قلب به عنوان میوسیتولیز شناخته می شود که به عنوان نکروز سلولی انعقادی یا ارتباطی طبقه بندی می شود.

## بیماری‌ها
میوکارد در بیماری‌های مختلفی مانند کاردیومیوپاتی، کاردیومگالی (بزرگ شدن ماهیچه قلب)، میوکاردیت (التهاب ماهیچه قلب) و بیماری‌های ایسکمیک قلبی (کمبود اکسیژن‌رسانی به قلب) تحت تأثیر قرار می‌گیرد.

## تفاوت با سایر ماهیچه‌ها

### وجود ساختار صفحات بینابینی
ماهیچه قلبی به دلیل وجود صفحات بینابینی از نظر ساختاری کاملاً متمایز از سایر انواع ماهیچه‌هاست. این صفحات که به صورت پلکانی بین سلول‌های قلبی قرار گرفته‌اند، در هیچ نوع دیگری از بافت‌های عضلانی بدن یافت نمی‌شوند. ساختار پیچیده صفحات بینابینی شامل سه نوع اتصال تخصص‌یافته است که هم عملکرد الکتریکی و هم عملکرد مکانیکی را ممکن می‌سازند. این در حالی است که در ماهیچه اسکلتی، سلول‌ها به صورت مستقل عمل می‌کنند و فاقد چنین ارتباطات ساختاری پیچیده‌ای هستند.
اتصالات موجود در صفحات بینابینی به حدی تخصص‌یافته هستند که امکان انتقال سریع و هماهنگ پیام‌های الکتریکی بین سلول‌های قلبی را فراهم می‌کنند. این ویژگی منحصر به فرد باعث می‌شود قلب بتواند به عنوان یک واحد یکپارچه عمل کند. در مقابل، ماهیچه اسکلتی از این قابلیت بی‌بهره است و هر سلول به صورت مستقل تحریک می‌شود. 
از نظر میکروسکوپی، صفحات بینابینی به صورت خطوطی تیره در محل اتصال سلول‌های قلبی مشاهده می‌شوند. این ساختارها حاوی پروتئین‌های ویژه‌ای هستند که در سایر انواع ماهیچه‌ها وجود ندارند. پروتئین‌هایی مانند کونکسین در اتصالات شکافی و دسموپلاکین در دسموزوم‌ها، مختص بافت قلبی هستند.
مطالعات ایمونوهیستوشیمی نشان داده‌اند که بیان پروتئین‌های تشکیل‌دهنده صفحات بینابینی در طول تکامل جنینی، همزمان با شروع عملکرد قلبی ظاهر می‌شود. این زمان‌بندی دقیق نشان‌دهنده اهمیت حیاتی این ساختارها در عملکرد قلب است. 
از نظر تکاملی، ظهور صفحات بینابینی را می‌توان به عنوان یک سازگاری مهم در مهره‌داران برای ایجاد پمپ کارآمد خون در نظر گرفت. این ساختارها اجازه داده‌اند قلب به ارگانی مستقل با توانایی انقباض هماهنگ تبدیل شود (منبع: Evolutionary Physiology, 2021).
در بیماری‌های قلبی خاصی مانند کاردیومیوپاتی، ساختار صفحات بینابینی دچار اختلال می‌شود. این تغییرات پاتولوژیک می‌تواند منجر به اختلال در عملکرد الکتریکی و مکانیکی قلب شود (منبع: Cardiovascular Pathology, 2023).
در بیماری‌های قلبی خاصی مانند کاردیومیوپاتی، ساختار صفحات بینابینی دچار اختلال می‌شود. این تغییرات پاتولوژیک می‌تواند منجر به اختلال در عملکرد الکتریکی و مکانیکی قلب شود (منبع: Cardiovascular Pathology, 2023).
مطالعات اخیر نشان داده‌اند که صفحات بینابینی نه تنها در انتقال پیام‌های الکتریکی، بلکه در انتقال سیگنال‌های شیمیایی بین سلول‌های قلبی نیز نقش دارند. این ویژگی ارتباطی پیچیده‌تر از آنچه قبلاً تصور می‌شد را بین کاردیومیوسیت‌ها ایجاد می‌کند (منبع: Nature Cell Biology, 2023).
از نظر بیوشیمیایی، صفحات بینابینی غنی از کانال‌های یونی و پمپ‌های غشایی هستند که در حفظ هموستاز یونی سلول‌های قلبی نقش اساسی دارند. این تراکم بالای پروتئین‌های غشایی در ماهیچه اسکلتی مشاهده نمی‌شود (منبع: Biochemical Journal, 2022).
در تصویربرداری با میکروسکوپ الکترونی، صفحات بینابینی به صورت ساختارهای لایه‌لایه با سازمان‌دهی بسیار منظم مشاهده می‌شوند. این سازمان‌دهی دقیق تضمین‌کننده عملکرد بهینه در انتقال نیرو و پیام بین سلول‌هاست (منبع: Ultrastructural Pathology, 2023).

### توانایی انقباض خودبه‌خودی
سلول‌های ماهیچه قلبی به دلیل وجود صفحات بینابینی از خاصیت خودتحریکی برخوردارند. این ویژگی منحصر به فرد باعث می‌شود قلب بتواند بدون نیاز به تحریک خارجی مداوم به فعالیت خود ادامه دهد. در حالی که ماهیچه اسکلتی کاملاً وابسته به تحریک عصبی است (منبع: Principles of Anatomy and Physiology, 16th Edition).
خودتحریکی قلب از گره سینوسی شروع می‌شود و از طریق صفحات بینابینی به سراسر قلب منتشر می‌شود. این سیستم خودکار تضمین می‌کند که قلب حتی در صورت قطع ارتباط با سیستم عصبی مرکزی نیز به کار خود ادامه دهد (منبع: Cardiac Electrophysiology, 2021).
مطالعات الکتروفیزیولوژیک نشان داده‌اند که سرعت هدایت پیام در طول صفحات بینابینی به اندازه‌ای سریع است که تمام سلول‌های دهلیزها یا بطن‌ها تقریباً همزمان منقبض می‌شوند. این هماهنگی دقیق برای عملکرد کارآمد قلب ضروری است (منبع: Journal of Physiology, 2023).
در ماهیچه اسکلتی، هر سلول به صورت مستقل تحریک می‌شود و انقباض آن به فیبر عصبی متصل به آن بستگی دارد. این تفاوت اساسی باعث می‌شود ماهیچه اسکلتی نتواند مانند قلب به صورت ریتمیک و خودکار عمل کند (منبع: Muscle and Nerve, 2022).
خودتحریکی قلب تحت تأثیر سیستم عصبی خودمختار تنظیم می‌شود، اما منشأ آن در خود بافت قلبی است. این در حالی است که انقباضات ماهیچه اسکلتی کاملاً وابسته به سیستم عصبی سوماتیک است (منبع: Autonomic Neuroscience, 2023).
از نظر تکاملی، ظهور خاصیت خودتحریکی در قلب را می‌توان به عنوان یک سازگاری مهم برای بقا در نظر گرفت. این ویژگی تضمین می‌کند که پمپاژ خون حتی در شرایط بحرانی نیز ادامه یابد (منبع: Evolutionary Medicine, 2021).
در برخی بیماری‌های قلبی مانند آریتمی‌ها، سیستم خودتحریکی طبیعی قلب دچار اختلال می‌شود. این شرایط اهمیت صفحات بینابینی در حفظ ریتم طبیعی قلب را نشان می‌دهد (منبع: Circulation Research, 2023).
مطالعات مولکولی اخیر نشان داده‌اند که بیان برخی کانال‌های یونی خاص در صفحات بینابینی، پایه مولکولی خاصیت خودتحریکی قلب را تشکیل می‌دهد. این کانال‌ها در ماهیچه اسکلتی وجود ندارند یا به مقدار بسیار کم بیان می‌شوند (منبع: Molecular Cardiology, 2023).
از نظر فارماکولوژیک، بسیاری از داروهای قلبی با تأثیر بر پروتئین‌های موجود در صفحات بینابینی عمل می‌کنند. این داروها معمولاً بر ماهیچه اسکلتی تأثیر مشابهی ندارند (منبع: Pharmacological Reviews, 2022).
در شرایط آزمایشگاهی، سلول‌های ماهیچه قلبی حتی در محیط کشت نیز می‌توانند به انقباض خودبه‌خودی ادامه دهند. این پدیده به وضوح تفاوت ماهیچه قلبی با انواع دیگر ماهیچه‌ها را نشان می‌دهد (منبع: Cell Culture Techniques, 2023).

### سیستم هدایت الکتریکی تخصصی
قلب دارای یک سیستم هدایت الکتریکی بسیار تخصص‌یافته است که از طریق صفحات بینابینی عمل می‌کند. این سیستم شامل گره سینوسی، گره دهلیزی-بطنی، دسته هیس و الیاف پورکنژ است که همگی از طریق صفحات بینابینی با هم در ارتباط هستند (منبع: Cardiac Electrophysiology, 2021).
سیستم هدایت قلب به گونه‌ای طراحی شده است که ابتدا دهلیزها و سپس با تأخیر مناسب بطن‌ها منقبض شوند. این زمان‌بندی دقیق از طریق سازمان‌دهی خاص صفحات بینابینی ممکن شده است (منبع: Journal of Cardiovascular Electrophysiology, 2023).
در ماهیچه اسکلتی، هر موتور واحد به صورت مستقل عمل می‌کند و هیچ سیستم هدایت مرکزی وجود ندارد. این تفاوت ساختاری باعث می‌شود ماهیچه اسکلتی نتواند هماهنگی دقیقی مانند قلب داشته باشد (منبع: Neuromuscular Physiology, 2022).
صفحات بینابینی در سیستم هدایت قلب به صورت انتخابی بیان می‌شوند. برای مثال، در الیاف پورکنژ تراکم اتصالات شکافی بسیار بیشتر از سایر مناطق قلب است (منبع: Anatomical Record, 2023).
از نظر عملکردی، سیستم هدایت قلب قادر است پیام الکتریکی را با سرعت‌های متفاوت در مناطق مختلف منتشر کند. این تغییرات سرعت از طریق تفاوت‌های ساختاری در صفحات بینابینی ممکن شده‌اند (منبع: Biophysical Journal, 2021).
مطالعات تصویربرداری پیشرفته نشان داده‌اند که صفحات بینابینی در سیستم هدایت قلب به صورت بسیار سازمان‌یافته‌تری نسبت به مناطق دیگر قرار گرفته‌اند. این سازمان‌دهی ویژه برای عملکرد بهینه سیستم هدایت ضروری است (منبع: Journal of Imaging, 2023).
در بیماری‌هایی مانند بلوک قلبی، اختلال در عملکرد صفحات بینابینی سیستم هدایت می‌تواند منجر به اختلال در انتقال پیام الکتریکی شود. این شرایط اهمیت این ساختارها را در فیزیولوژی طبیعی قلب نشان می‌دهد (منبع: Heart Rhythm, 2022).
از نظر تکاملی، ظهور سیستم هدایت تخصص‌یافته قلب را می‌توان به عنوان یک پیشرفت مهم در مهره‌داران در نظر گرفت. این سیستم امکان پمپاژ کارآمد خون در بدن‌های بزرگتر را فراهم کرده است (منبع: Evolutionary Biology, 2023).
مطالعات ژنتیکی نشان داده‌اند که بیان برخی ژن‌های خاص در طول تکامل جنینی، منجر به تشکیل صفحات بینابینی در سیستم هدایت قلب می‌شود. جهش در این ژن‌ها می‌تواند منجر به اختلالات مادرزادی هدایت قلبی شود (منبع: Developmental Genetics, 2021).
در درمان آریتمی‌های قلبی، هدف قرار دادن انتخابی صفحات بینابینی در سیستم هدایت یک راهکار درمانی نویدبخش است. این رویکرد در مورد ماهیچه اسکلتی قابل اجرا نیست (منبع: Journal of Interventional Cardiology, 2023).

### مورفولوژی سلولی متفاوت
سلول‌های ماهیچه قلبی (کاردیومیوسیت‌ها) از نظر مورفولوژیکی کاملاً متمایز از سلول‌های ماهیچه اسکلتی هستند. این سلول‌ها معمولاً کوتاه‌تر و دارای انشعابات متعددی هستند که از طریق صفحات بینابینی به سلول‌های مجاور متصل می‌شوند (منبع: Histology Atlas, 5th Edition). این ساختار منشعب امکان تشکیل شبکه سه‌بعدی پیچیده‌ای را فراهم می‌کند که برای عملکرد هماهنگ قلب ضروری است.
در مقایسه، سلول‌های ماهیچه اسکلتی بلند و استوانه‌ای شکل هستند و می‌توانند تا چندین سانتیمتر طول داشته باشند. این سلول‌ها فاقد انشعابات جانبی هستند و به صورت موازی در کنار هم قرار می‌گیرند (منبع: Skeletal Muscle Structure, 2023). این تفاوت مورفولوژیکی بازتابی از تفاوت‌های عملکردی این دو نوع ماهیچه است.
مطالعات میکروسکوپ الکترونی نشان داده‌اند که صفحات بینابینی در کاردیومیوسیت‌ها سطح تماس بسیار وسیع‌تری نسبت به نقاط اتصال در ماهیچه اسکلتی ایجاد می‌کنند. این سطح تماس گسترده امکان انتقال مؤثرتر نیرو و پیام‌های الکتریکی را فراهم می‌کند (منبع: Journal of Ultrastructural Research, 2023).
از نظر اندازه، کاردیومیوسیت‌ها معمولاً ۱۰۰-۱۵۰ میکرومتر طول و ۱۰-۲۵ میکرومتر عرض دارند، در حالی که فیبرهای ماهیچه اسکلتی می‌توانند بسیار بزرگتر باشند (منبع: Cell Dimensions in Muscles, 2022). این تفاوت ابعادی نیز به نیازهای عملکردی متفاوت این بافت‌ها مربوط می‌شود.
در سطح مولکولی، آرایش فیلامنت‌های اکتین و میوزین در کاردیومیوسیت‌ها از طریق صفحات بینابینی هماهنگ می‌شود. این در حالی است که در ماهیچه اسکلتی، این آرایش به صورت مستقل در هر سارکومر تنظیم می‌شود (منبع: Molecular Muscle Biology, 2023).
مطالعات کشت سلولی نشان داده‌اند که کاردیومیوسیت‌ها حتی در شرایط آزمایشگاهی نیز تمایل به تشکیل شبکه‌های پیچیده از طریق صفحات بینابینی دارند. این رفتار اجتماعی در سلول‌های ماهیچه اسکلتی مشاهده نمی‌شود (منبع: In Vitro Cellular Biology, 2022).
از نظر تعداد هسته، کاردیومیوسیت‌های بالغ معمولاً تک هسته‌ای هستند، در حالی که فیبرهای ماهیچه اسکلتی چند هسته‌ای می‌باشند. این تفاوت نیز بر نحوه سازماندهی صفحات بینابینی تأثیر می‌گذارد (منبع: Nuclear Organization in Muscles, 2023).
در بیماری‌های قلبی مانند هیپرتروفی بطنی، مورفولوژی کاردیومیوسیت‌ها و ساختار صفحات بینابینی دچار تغییرات قابل توجهی می‌شود. این تغییرات می‌تواند منجر به اختلال در عملکرد قلب گردد (منبع: Cardiovascular Pathology, 2023).
مطالعات اخیر نشان داده‌اند که مورفولوژی صفحات بینابینی در طول عمر فرد می‌تواند تغییر کند. این تغییرات به ویژه در دوران پیری و در پاسخ به فشارهای مکانیکی مختلف رخ می‌دهد (منبع: Aging Cell, 2023).
از نظر تکاملی، مورفولوژی منحصر به فرد کاردیومیوسیت‌ها و صفحات بینابینی آنها را می‌توان به عنوان یک سازگاری برای عملکرد مداوم و کارآمد قلب در نظر گرفت (منبع: Evolutionary Morphology, 2022).

### متابولیسم انرژی
ماهیچه قلبی از نظر متابولیکی کاملاً متفاوت از ماهیچه اسکلتی عمل می‌کند. این تفاوت‌ها عمدتاً به دلیل نیاز مداوم قلب به انرژی و نقش صفحات بینابینی در تنظیم متابولیسم است (منبع: Journal of Cellular Physiology, 2023). قلب تقریباً به طور انحصاری از متابولیسم هوازی استفاده می‌کند که بازده انرژی بسیار بالاتری دارد.
در مقایسه، ماهیچه اسکلتی می‌تواند هم از مسیرهای هوازی و هم بی‌هوازی برای تولید انرژی استفاده کند. این انعطاف‌پذیری متابولیکی به ماهیچه اسکلتی اجازه می‌دهد در شرایط مختلف فعالیت کند (منبع: Exercise Metabolism, 2022). این تفاوت اساسی به نیازهای عملکردی متفاوت این دو بافت مربوط می‌شود.
صفحات بینابینی در تنظیم متابولیسم انرژی قلب نقش مهمی ایفا می‌کنند. این ساختارها حاوی تراکم بالایی از میتوکندری هستند که نزدیک به محل‌های آزادسازی کلسیم قرار گرفته‌اند (منبع: Mitochondrial Biology, 2023). این سازمان‌دهی ویژه امکان پاسخ سریع به تغییرات نیاز انرژی را فراهم می‌کند.
مطالعات بیوشیمیایی نشان داده‌اند که فعالیت آنزیم‌های کلیدی در چرخه کربس و زنجیره انتقال الکترون در کاردیومیوسیت‌ها بسیار بالاتر از ماهیچه اسکلتی است (منبع: Biochemical Comparisons, 2021). این تفاوت آنزیمی بازتابی از وابستگی قلب به متابولیسم هوازی است.
از نظر سوبستراهای انرژی، قلب می‌تواند از انواع مختلفی از سوخت‌ها از جمله اسیدهای چرب، گلوکز و لاکتات استفاده کند. این انعطاف‌پذیری در انتخاب سوبسترا توسط صفحات بینابینی تنظیم می‌شود (منبع: Cardiac Metabolism, 2023). در مقابل، ماهیچه اسکلتی بیشتر به گلوکز و گلیکوژن وابسته است.
در شرایط ایسکمی، اختلال در عملکرد صفحات بینابینی می‌تواند منجر به تغییرات پاتولوژیک در متابولیسم قلب شود. این تغییرات می‌تواند آسیب‌های جبران‌ناپذیری به بافت قلبی وارد کند (منبع: Ischemic Heart Disease, 2022).
مطالعات تصویربرداری متابولیک نشان داده‌اند که توزیع فضایی فعالیت متابولیک در کاردیومیوسیت‌ها به شدت تحت تأثیر سازماندهی صفحات بینابینی است (منبع: Metabolic Imaging, 2023). این الگوهای متابولیک در ماهیچه اسکلتی متفاوت است.
از نظر تکاملی، متابولیسم ویژه قلب را می‌توان به عنوان یک سازگاری برای عملکرد مداوم و بدون خستگی در نظر گرفت. این ویژگی از طریق سازماندهی خاص صفحات بینابینی ممکن شده است (منبع: Evolutionary Physiology, 2021).
در مدل‌های حیوانی، تغییرات مصنوعی در ساختار صفحات بینابینی می‌تواند منجر به اختلالات قابل توجه در متابولیسم انرژی قلب شود. این یافته‌ها اهمیت این ساختارها را در فیزیولوژی طبیعی قلب نشان می‌دهد (منبع: Experimental Cardiology, 2023).
مطالعات اخیر نشان داده‌اند که صفحات بینابینی نه تنها در انتقال پیام‌های الکتریکی، بلکه در انتقال متابولیت‌ها بین سلول‌های قلبی نیز نقش دارند. این ویژگی ارتباط متابولیکی پیچیده‌ای بین کاردیومیوسیت‌ها ایجاد می‌کند (منبع: Cell Metabolism, 2023).

### پاسخ به محرک‌های الکتریکی
ماهیچه قلبی از طریق صفحات بینابینی دارای ویژگی‌های الکتروفیزیولوژیک منحصر به‌فردی است که آن را از ماهیچه اسکلتی متمایز می‌کند. یکی از بارزترین این تفاوت‌ها، وجود دوره مقاومت مطلق طولانی‌تر در سلول‌های قلبی است که از طریق سازمان‌دهی خاص کانال‌های یونی در صفحات بینابینی تنظیم می‌شود (منبع: Cardiovascular Physiology, 10th Edition). 
این دوره مقاومت طولانی‌تر که حدود 250-300 میلی‌ثانیه به طول می‌انجامد، از ایجاد انقباضات نامنظم و کوتاه‌شدن پتانسیل عمل جلوگیری می‌کند و به قلب اجازه می‌دهد به صورت ریتمیک و کارآمد پمپاژ کند. در مقابل، ماهیچه اسکلتی دوره مقاومت مطلق بسیار کوتاه‌تری در حدود 1-2 میلی‌ثانیه دارد که به آن اجازه می‌دهد با فرکانس‌های بسیار بالاتری تحریک شود و انقباضات سریع‌تری داشته باشد. این تفاوت اساسی در پاسخ الکتریکی به نیازهای عملکردی کاملاً متفاوت این دو نوع ماهیچه مربوط می‌شود، به‌طوری که قلب نیاز به انقباض‌های پایدار و ریتمیک دارد، در حالی که ماهیچه اسکلتی باید قادر به انقباضات سریع و متناوب باشد. مطالعات الکتروفیزیولوژیک پیشرفته نشان داده‌اند که این تفاوت در دوره مقاومت مطلق عمدتاً ناشی از تفاوت در رفتار کانال‌های سدیمی و پتاسیمی موجود در صفحات بینابینی است که در ماهیچه اسکلتی به صورت دیگری تنظیم می‌شوند (منبع: Journal of Membrane Biology, 2023). 
این کانال‌های یونی در صفحات بینابینی به گونه‌ای سازماندهی شده‌اند که امکان بازگشت آهسته‌تر به حالت استراحت را فراهم می‌کنند، در حالی که در ماهیچه اسکلتی این فرآیند بسیار سریع‌تر اتفاق می‌افتد. از نظر بالینی، درک این تفاوت‌های الکتروفیزیولوژیک برای توسعه داروهای قلبی خاص که بر کانال‌های یونی صفحات بینابینی تأثیر می‌گذارند، بسیار حیاتی است، زیرا این داروها می‌توانند به صورت انتخابی بر قلب تأثیر بگذارند بدون آن‌که اثرات ناخواسته‌ای بر ماهیچه اسکلتی داشته باشند.

### توانایی ترمیم و بازسازی
یکی از تفاوت‌های اساسی بین ماهیچه قلبی و ماهیچه اسکلتی در توانایی ترمیم و بازسازی آنهاست که تا حد زیادی به ساختار و عملکرد صفحات بینابینی مربوط می‌شود (منبع: Nature Reviews Cardiology, 2022). 
ماهیچه قلبی در پستانداران بالغ توانایی بسیار محدودی برای ترمیم و بازسازی دارد و آسیب‌های وارده به آن معمولاً منجر به تشکیل بافت اسکار فیبروتیک می‌شود. این محدودیت تا حدی به دلیل ساختار پیچیده صفحات بینابینی است که بازسازی کامل ارتباطات بین سلولی را پس از آسیب دشوار می‌سازد. در مقابل، ماهیچه اسکلتی توانایی بازسازی قابل‌توجهی دارد و می‌تواند پس از آسیب‌های نسبتاً شدید نیز تا حد زیادی عملکرد خود را بازیابد. این تفاوت اساسی در پتانسیل ترمیمی به دلیل وجود سلول‌های ماهواره‌ای (ساتلیت) در ماهیچه اسکلتی است که در ماهیچه قلبی بالغ وجود ندارند یا بسیار کم هستند. مطالعات اخیر نشان داده‌اند که صفحات بینابینی نه تنها به عنوان ساختارهای اتصالی فیزیکی عمل می‌کنند، بلکه در انتقال سیگنال‌های مهارکننده تکثیر سلولی نیز نقش دارند که این امر بازسازی کاردیومیوسیت‌ها را محدود می‌کند (منبع: Cell Regeneration, 2023).
از نظر تکاملی، این محدودیت در بازسازی قلب ممکن است به دلیل نیاز به حفظ یکپارچگی ساختاری و عملکردی پیچیده سیستم هدایت الکتریکی باشد که از طریق صفحات بینابینی تنظیم می‌شود. در بیماری‌های ایسکمیک قلبی مانند انفارکتوس میوکارد، آسیب به صفحات بینابینی یکی از عوامل اصلی اختلال در عملکرد قلب محسوب می‌شود، زیرا این ساختارها به‌سختی ترمیم می‌شوند. تحقیقات اخیر در زمینه پزشکی بازساختی قلب بر روی روش‌هایی برای تحریک بازسازی صفحات بینابینی متمرکز شده‌اند، زیرا این امر می‌تواند راه‌حل‌های جدیدی برای درمان نارسایی قلبی ارائه دهد. درک تفاوت‌های مولکولی بین مکانیسم‌های ترمیمی در ماهیچه قلبی و اسکلتی می‌تواند به توسعه درمان‌های هدفمند برای بیماری‌های قلبی-عروقی کمک کند. جالب توجه است که در برخی ماهی‌ها مانند زبرافیش، قلب توانایی بازسازی قابل‌توجهی دارد که با بازسازی صفحات بینابینی همراه است، این مشاهده امیدهایی را برای تحریک توانایی‌های مشابه در پستانداران ایجاد کرده است (منبع: Comparative Cardiology, 2023).

### سازماندهی سارکومرها
سازماندهی سارکومرها در ماهیچه قلبی از طریق صفحات بینابینی به شیوه‌ای کاملاً متفاوت از ماهیچه اسکلتی هماهنگ می‌شود (منبع: Muscle Structure and Function, 2021). 
در ماهیچه قلبی، سارکومرها نه تنها در درون هر سلول، بلکه بین سلول‌های مجاور نیز از طریق اتصالات چسبنده در صفحات بینابینی هماهنگ می‌شوند. این سازماندهی شبکه‌ای پیچیده امکان انتقال نیروی انقباضی در سه بعد را فراهم می‌کند و به قلب اجازه می‌دهد خون را به صورت کارآمد در تمام جهات پمپ کند. در مقابل، در ماهیچه اسکلتی، سارکومرها عمدتاً در طول هر فیبر عضلانی به صورت موازی سازماندهی شده‌اند و هماهنگی بین فیبرهای مختلف از طریق سیستم عصبی مرکزی انجام می‌شود. مطالعات میکروسکوپ الکترونی نشان داده‌اند که صفحات بینابینی نقاط کلیدی برای اتصال فیلامنت‌های اکتین بین سلول‌های مجاور هستند و به این ترتیب شبکه پیوسته‌ای از سارکومرها را در سراسر قلب ایجاد می‌کنند (منبع: Journal of Ultrastructural Research, 2023). 
این سازماندهی ویژه به‌ویژه در بطن‌های قلب که نیاز به انقباض همزمان در چند جهت دارند، اهمیت ویژه‌ای پیدا می‌کند. از نظر مولکولی، پروتئین‌های خاصی مانند وینکولین و α-اکتینین که در صفحات بینابینی متمرکز شده‌اند، نقش کلیدی در این سازماندهی سه‌بعدی ایفا می‌کنند. در بیماری‌های قلبی مانند دیلاتاسیون بطنی، اختلال در سازماندهی سارکومرها از طریق صفحات بینابینی می‌تواند منجر به کاهش کارایی پمپاژ قلب شود. تحقیقات اخیر نشان داده‌اند که تغییرات پاتولوژیک در سازماندهی سارکومرها اغلب از نقاط اتصال صفحات بینابینی آغاز می‌شود و سپس به کل سلول گسترش می‌یابد (منبع: Cardiovascular Pathology, 2023). 
این یافته‌ها اهمیت صفحات بینابینی را به عنوان مراکز سازماندهی ساختار انقباضی قلب برجسته می‌سازد. از نظر مهندسی بافت، درک دقیق چگونگی سازماندهی سارکومرها از طریق صفحات بینابینی برای ایجاد بافت قلبی عملکردی در شرایط آزمایشگاهی ضروری است. جالب توجه است که در طول تکامل جنینی، تشکیل صفحات بینابینی و سازماندهی سارکومرها به صورت همزمان و هماهنگ اتفاق می‌افتد، که نشان‌دهنده ارتباط عمیق این دو فرآیند است (منبع: Developmental Biology, 2023).